# Daphnella gemmulifera
Daphnella gemmulifera é uma espécie de gastrópode do gênero Daphnella, pertencente à família Raphitomidae.

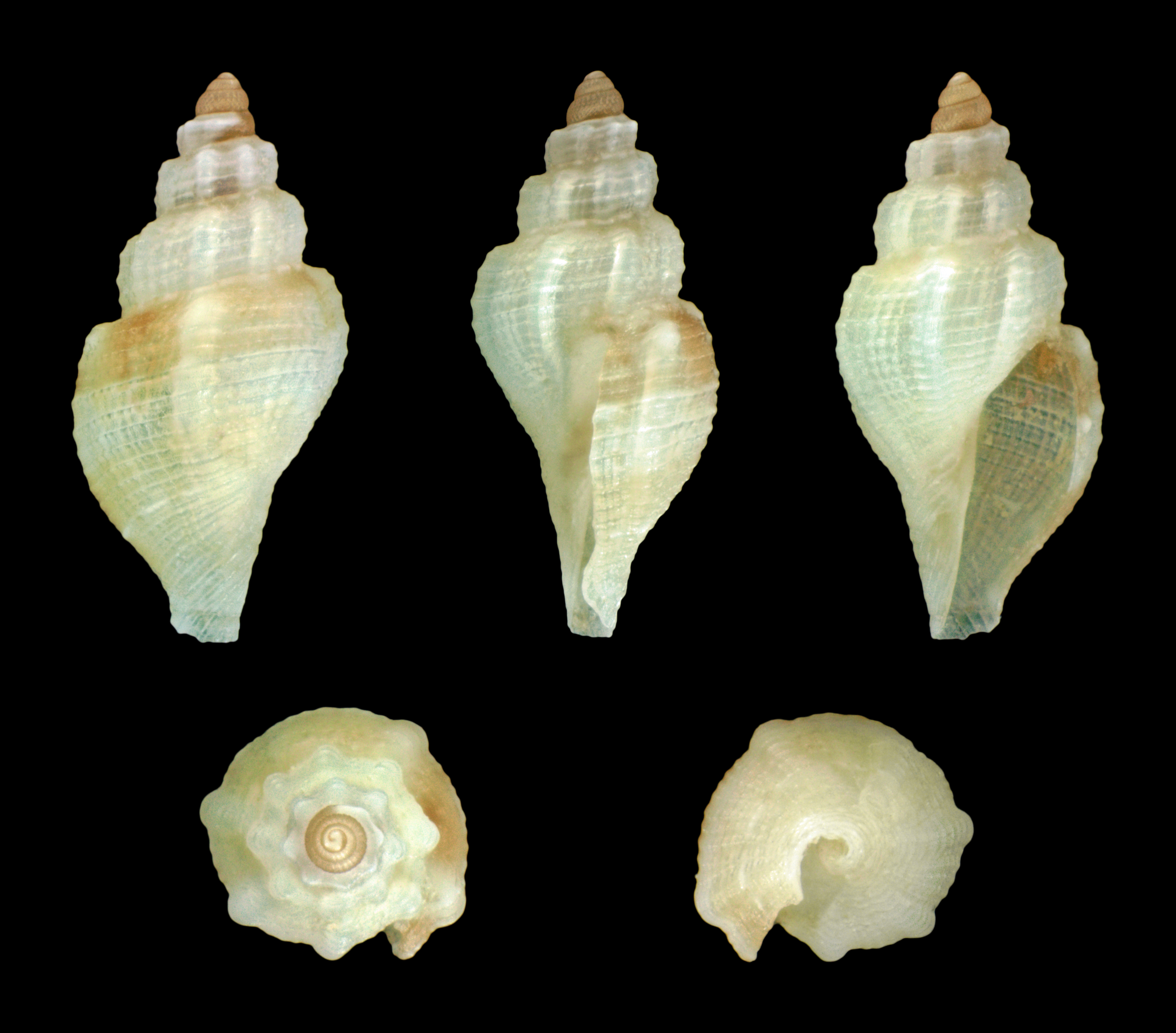
Juvenil